# L. Frank Baum

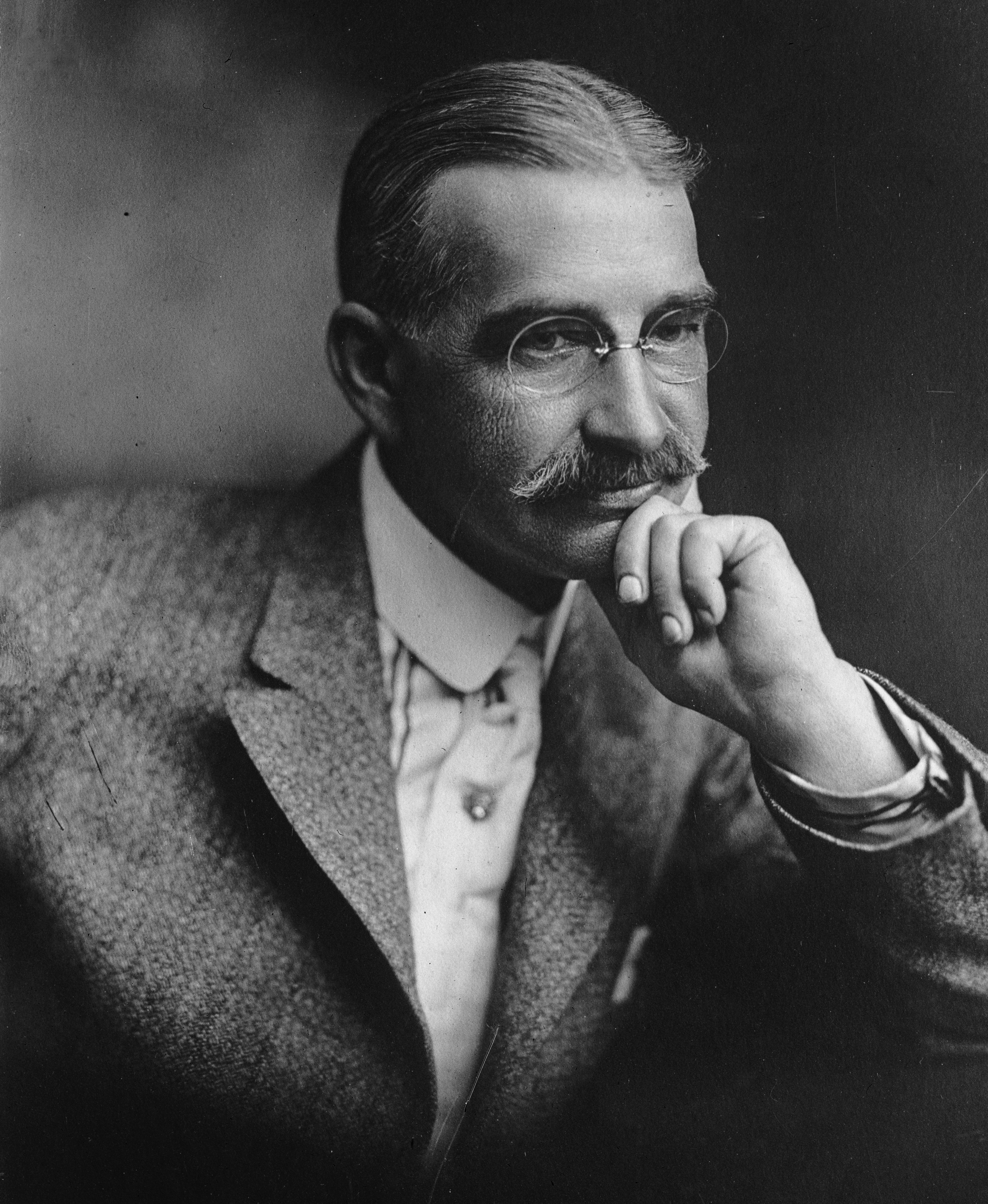
L. Frank Baum in 1911

Lyman Frank Baum (Chittenango (New York), 15 mei 1856 – Los Angeles (Californië), 6 mei 1919) was een Amerikaans schrijver, dichter, acteur en filmmaker. Zijn grootste roem oogstte hij met het kinderboek The Wonderful Wizard of Oz (Nederlandse vertaling: De tovenaar van Oz) dat hij in 1900 voltooide.

## Jeugdjaren
Baum was het zevende kind van Cynthia Stanton en Benjamin Ward Baum, een rijke zakenman. In zijn jeugdjaren schreef hij diverse korte verhalen die hij samen met zijn jongere broer in stencilvorm uitbracht. Hij had een hekel aan zijn eerste voornaam, Lyman, en liet zich liever Frank noemen. Hij ondertekende zijn werk voortaan als L. Frank Baum. Op zijn twaalfde werd hij naar Peekskill Military Academy gestuurd, maar daar was hij allesbehalve gelukkig. Na twee jaar kwam hij weer thuis.

## Theater
Op zijn twintigste begon Baum met het fokken van kippen. Hij was zo gefascineerd door het onderwerp dat hij er een tijdschrift voor oprichtte en zelfs een boek over het onderwerp schreef. Ondertussen had hij Maud Cage ontmoet, een radicale feministe, met wie hij in 1882 in het huwelijk trad. Het fokken van kippen gaf Baum echter geen voldoening. Hij ontdekte dat hij zich meer thuis voelde in het theater. Na een eerste teleurstelling in het theatervak, toen hij werd gedupeerd door een actrice die hem een rol had aangeboden, ging hij als klerk werken bij het bedrijf van zijn zwager. Maar het theater bleef trekken en al snel stond hij echter weer op de planken. Toen zijn vader een theater voor hem bouwde in Richburg (New York), ging hij ook toneelstukken schrijven. Een deel van zijn theaterwerk en het theater gingen verloren bij een brand.

## Journalist en schrijver
Na de brand verhuisde Baum met zijn vrouw naar Dakota waar hij in Aberdeen een winkel begon. De zaak ging failliet en Baum begon vervolgens een lokale krant waarvoor hij ook een column schreef. In 1891 ging ook de krant failliet. Baum en Maud en hun vier zoons verhuisden naar Chicago waar Baum als journalist voor de Evening Post ging werken. Om zijn magere inkomen aan te vullen werkte hij ook als handelsreiziger. In 1897 publiceerde Baum Mother Goose in Prose waarin Baum een aantal kinderrijmpjes van Moeder de Gans in proza navertelde. Het succes van het boek stelde Baum in staat te stoppen met zijn werk als handelsreiziger, helemaal na de succesvolle publicatie van zijn boek Father Goose, His Book in 1899.

## The Wonderful Wizard of Oz
In 1900 publiceerde Baum op 44-jarige leeftijd zijn meesterwerk The Wonderful Wizard of Oz. Het boek werd geïllustreerd door William Wallace Denslow, die ook verantwoordelijk was voor de tekeningen bij Father Goose. Baum werd schatrijk door het boek. Er werd al snel een musical van gemaakt onder de titel The Wizard of Oz. Deze musical was al snel een even groot succes als het boek en haalde zelfs Broadway. De samenwerking tussen Baum en Denslow eindigde na de publicatie van Dot and Tot of Merryland in 1901, een zwakker boek dan The Wizard of Oz. Baum keerde weer terug naar Oz en schreef dertien vervolgdelen. Hij probeerde weleens om andere wegen in te slaan met bijvoorbeeld The Life and adventures of Santa Claus of Queen Zixi of Ix, maar Oz bleef zijn populairste creatie.

## Producent en filmmaker
Baum bleef geïnteresseerd in het theater. Hij financierde een aantal musicals en ging voor de zoveelste keer failliet met de productie The Fairylogue and Radioplays uit 1908. Hij moest zelfs de rechten op zijn boeken, waaronder The Wizard of Oz, verkopen om zijn schulden te kunnen betalen. Gelukkig voor Baum stonden zijn meeste bezittingen op naam van zijn vrouw, zodat hij minder verloor dan in voorgaande jaren. In 1914 was hij weer opgekrabbeld en verhuisde hij naar Hollywood, waar hij zijn eigen filmmaatschappij The Oz Film Manufacturing Company. Baum probeerde kinderfilms te maken maar dit project kwam niet van de grond. Zijn verfilming van The Last Egyptian flopte ook en al snel ging ook de filmmaatschappij ten onder.

## Het einde
Baum leed erg onder het mislukken van zijn filmmaatschappij. Hoewel hij er minder in geld had geïnvesteerd dan in andere projecten, had er hij wel veel energie en tijd in gestoken. De stress begon zijn tol te eisen en op 5 mei 1919 werd hij getroffen door een beroerte en raakte in coma. Baum overleed de volgende dag zonder uit de coma te zijn ontwaakt.